# Remánok
A remánok (v. rémusziak) értelmes faj a Star Trek univerzumban. Eredetileg a Vulkániak népéből származtak, mikor a puszta logikát elutasító vulkániak elhagyták szülőbolygójukat. Ezek a kivándorlók, saját nyelvükön a rihannsu két M-típusú bolygót foglaltak el birodalmuk kezdőpontjaként. Míg a Romulus bolygó tökéletesen megfelelt az életre, a Remus sötét volt és hideg, viszont értékes ércekben és ásványokban gazdag. A kivándorló rihannsuk, föderációs nevükön a romulánok a Remusra (Ch'Havran) küldték belső ellenségeiket, rabjaikat, ők lettek a remánok (havrannsu).
A romulánok kegyetlenségére jellemző, hogy minden személyiségi joguktól megfosztották a remánokat. Embertelen munkával, szigorú és igazságtalan büntetésekkel és célzott szelektív tenyésztéssel egy erős, kitartó rabszolgafajt hoztak létre saját testvéreikből, hogy a Remus mélyének tűzforró bányáiban dolgozzanak. A remánok idővel elvesztették egykori alakjukat, robusztusak, csúfak lettek, hamuszürke bőrrel, hatalmas szemekkel és fülekkel. Lelkük mélyén azonban békések maradtak, s várták megszabadítójukat, nyelvükön a Shinzont. A megszabadító egy emberi klón, Jean-Luc Picard kapitány genetikai másolata képében érkezett Remusra, a klón egy soha meg nem valósult összeesküvés terméke volt. A klón gyermeket pártfogásukba vették a remánok, s ő megígérte, hogy egy nap segít rajtuk. Így kapta a gyermek a Shinzon nevet, és praetorrá emelkedve fordulatot hozott a Romulán Csillagbirodalom és a Föderáció sorsában. Ennek történetét meséli el a Star Trek – Nemezis című mozifilm.